# Saab 35 Draken
O Saab J 35 Draken foi um caça supersônico sueco fabricado pela Saab, sendo o sucessor do Saab Tunnan e do Saab Lansen. Foi substituído pelo Saab Viggen.

## Operadores
- Áustria
- Dinamarca
- Finlândia
- Suécia

## Galeria

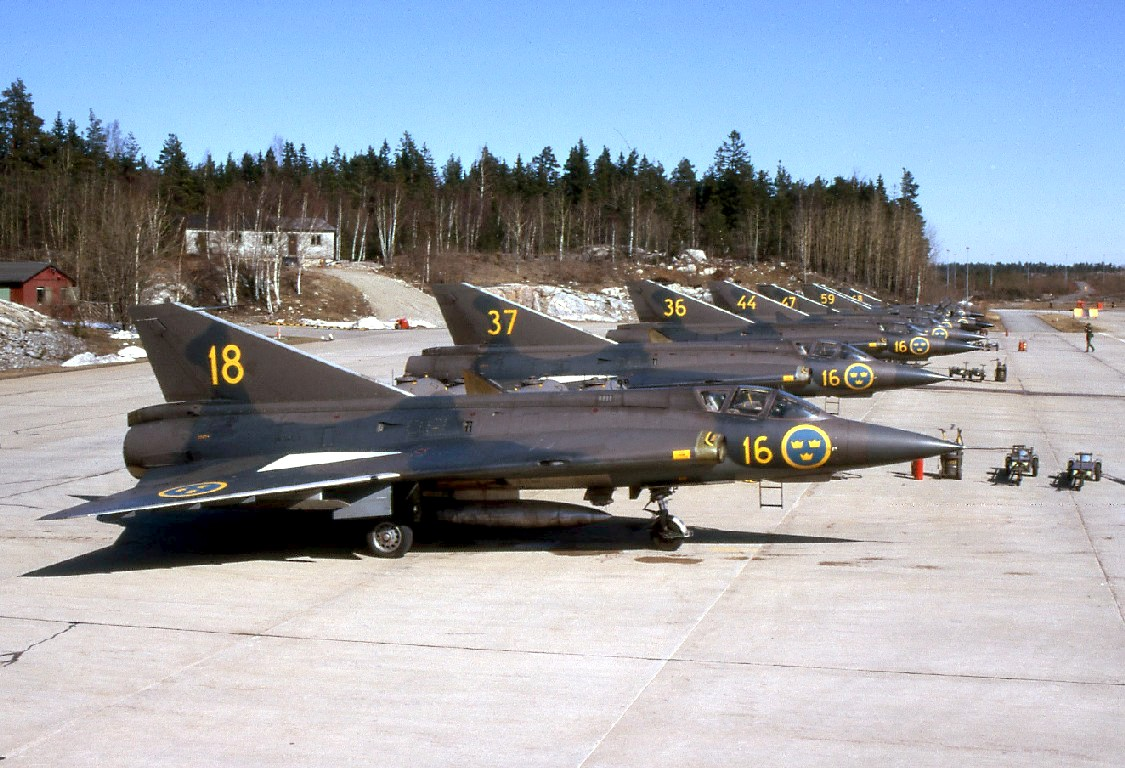
Saab J 35A
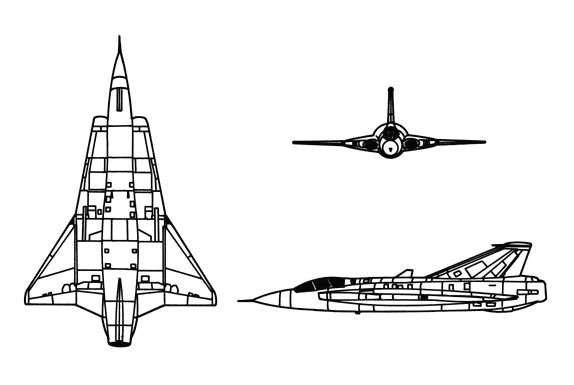
Três vistas